# Clopton House
Clopton House est un manoir de campagne du XVIIe siècle près de Stratford-upon-Avon, dans le Warwickshire, maintenant converti en appartements résidentiels. Il s'agit d'un bâtiment classé Grade II*.

## Histoire

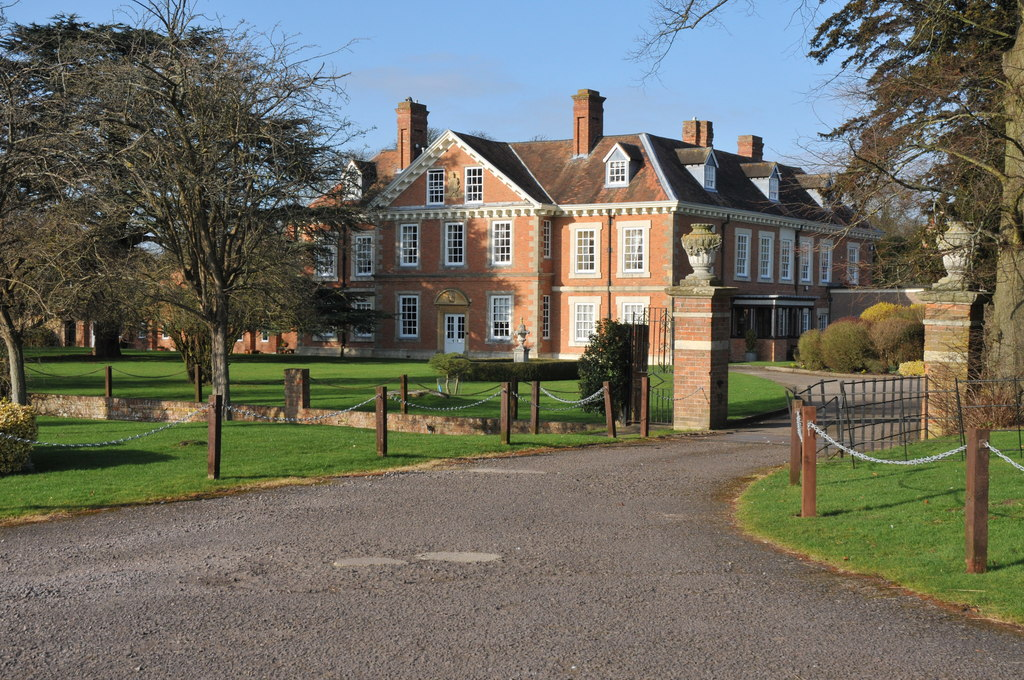
Clopton House

Le manoir de Clopton est concédé à la famille éponyme au XIIIe siècle et en 1492 appartient à Hugh Clopton (en) alors lord-maire de Londres. À la fin du XVIe siècle, Joyce Clopton, fille de William Clopton (1538-1592), (un catholique récusant) et héritière du domaine, épouse George Carew (plus tard baron Carew et comte de Totnes). Ils n'ont aucun descendant et la succession revient à leur neveu, Sir John Clopton. Par la suite, le manoir passe par mariage en lignée féminine aux familles Partheriche, Boothby et Ingram; les deux derniers changent leur nom en Clopton.
Un manoir existant sur le site en 1450 appartient à John Clopton, échevin de la Trinity Guild de Coventry, et est reconstruit au XVIe siècle. La maison actuelle est une création du XVIIe siècle de Sir John Clopton autour du noyau du manoir du XVIe siècle, avec des extensions et des améliorations du XIXe siècle. La partie la plus ancienne de la maison au nord est en grande partie reconstruite dans les années 1840. Les ailes sud et est datent de 1665 à 1670 dans le style Restauration. La façade sud est à deux étages avec greniers et lucarnes. Elle comporte sept travées, les trois centrales en saillie étant à fronton. Le fronton au-dessus de l'entrée porte le blason de la famille Clopton. L'aile est est une rangée de sept baies similaire mais sans fronton. Le porche d' entrée porte une inscription FHH 1904.
Les Clopton vendent le domaine en 1824 aux Meynell, qui le revendent en 1870 à George Lloyd de Welcombe House. Son neveu Charles Thomas Warde réalise les extensions importantes des années 1840 et construit également la remise à calèches classée Grade II et la tour Clopton, un belvédère classé Grade II dans le parc.
En 1872, le domaine est acquis par Sir Arthur Hodgson (en), haut-shérif en 1881. À la mort de son fils, le révérend Francis H Hodgson (FHH) en 1930, le domaine est démantelé.